# Surinaamse Schaak Bond
De Surinaamse Schaak Bond (SSB) is de officiële sportbond voor schaken in Suriname. De hoofdvestiging bevindt zich in Paramaribo. De bond werd in 1955 opgericht en is lid van het Surinaams Olympisch Comité en de Fédération Internationale des Échecs.
Surinaamse Schaakkampioenschappen worden sinds 1945 georganiseerd voor heren en sinds 1989 ook voor dames.